# Halicyclops magniceps
Halicyclops magniceps är en kräftdjursart som först beskrevs av Wilhelm Lilljeborg 1853.  Halicyclops magniceps ingår i släktet Halicyclops och familjen Cyclopidae. Arten är reproducerande i Sverige. Inga underarter finns listade i Catalogue of Life.